# 9782 Edo
9782 Edo (1994 WM) là một tiểu hành tinh vành đai chính được phát hiện ngày 25 tháng 11 năm 1994 bởi T. Kobayashi ở Oizumi.